# Unidades derivadas del Sistema Internacional
Las unidades derivadas son parte del Sistema Internacional de Unidades, y se derivan de las siete unidades básicas, que son:
- metro (m), unidad de longitud
- kilogramo (kg), unidad de masa
- segundo (s), unidad de tiempo
- amperio (A), unidad de intensidad de corriente eléctrica
- kelvin (K), unidad de temperatura
- mol (mol), unidad de cantidad de sustancia
- candela (cd), unidad de intensidad luminosa

De estas unidades básicas es posible obtener cualquier otra unidad de medida.

## Unidades derivadas
| Magnitud física                                | Nombre de la unidad           | Símbolo de la unidad | Expresada en unidades derivadas | Expresada en unidades básicas |
| ---------------------------------------------- | ----------------------------- | -------------------- | ------------------------------- | ----------------------------- |
| Fuerza                                         | Newton                        | N                    |                                 | kg·m·s-2                      |
| Presión                                        | Pascal                        | Pa                   | N·m-2                           | m-1·kg·s-2                    |
| Trabajo                                        | Julio, joule                  | J                    | N·m                             | m²·kg·s-2                     |
| Potencia                                       | Vatio, watt                   | W                    | J·s-1                           | m²·kg·s-3                     |
| Carga eléctrica                                | Culombio, coulomb             | C                    |                                 | A·s                           |
| Potencial eléctrico, fuerza electromotriz      | Voltio, volt                  | V                    | J·C-1                           | m²·kg·s-3·A-1                 |
| Resistencia eléctrica                          | Ohmio, ohm                    | Ω                    | V·A-1                           | m²·kg·s-3·A-2                 |
| Conductancia eléctrica                         | Siemens                       | S                    | A·V-1                           | m-2·kg-1·s3·A2                |
| Capacitancia eléctrica                         | Faradio, farad                | F                    | C·V-1                           | m-2·kg-1·s4·A2                |
| Inducción magnética                            | Tesla                         | T                    | V·s·m-2                         | kg·s-2·A-1                    |
| Flujo magnético                                | Weber                         | Wb                   | V·s                             | m²·kg·s-2·A-1                 |
| Inductancia                                    | Henrio, henry                 | H                    | V·A-1·s                         | m²·kg·s-2·A-2                 |
| Ángulo plano                                   | Radián                        | rad                  |                                 | m·m-1                         |
| Ángulo sólido                                  | Estereorradián                | sr                   |                                 | m²·m-2                        |
| Flujo luminoso                                 | Lumen                         | lm                   | cd·sr                           |                               |
| Luminosidad                                    | Lux                           | lx                   | lm·m-2                          | cd·sr·m-2                     |
| Actividad radiactiva                           | Becquerel                     | Bq                   |                                 | s-1                           |
| Dosis absorbida de radiación ionizante         | Gray                          | Gy                   | J·kg-1                          | m²·s-2                        |
| Equivalencia de dosis de radiación ionizante   | Sievert                       | Sv                   | J·kg-1                          | m²·s-2                        |
| Actividad catalítica                           | Katal                         | kat                  |                                 | mol·s-1                       |
| Área                                           | Metro cuadrado                | m²                   | m²                              | m²                            |
| Volumen                                        | Metro cúbico                  | m³                   | m³                              | m³                            |
| Velocidad                                      | Metro por segundo             | m/s                  | m·s-1                           | m·s-1                         |
| Velocidad angular                              | Radián por segundo            | rad/s                | rad·s-1                         | s-1                           |
| Aceleración                                    | Metro por segundo al cuadrado | m/s2                 |                                 | m·s-2                         |
| Momento de fuerza                              | Newton metro                  | N·m                  |                                 | m²·kg·s-2                     |
| Densidad                                       | Kilogramo por metro cúbico    | kg/m³                |                                 | kg·m-3                        |
| Volumen específico                             | Metro cúbico por kilogramo    | m³/kg                |                                 | m³·kg-1                       |
| Flujo volumétrico, caudal                      | Metro cúbico por segundo      | m³/s                 |                                 | m³·s-1                        |
| Concentración                                  | Mol por metro cúbico          | mol/m³               |                                 | mol·m-3                       |
| Volumen molar                                  | Metro cúbico por mol          | m³/mol               |                                 | m³·mol-1                      |
| Energía molar                                  | Julio por mol                 | J/mol                | J·mol-1                         | m²·kg·s-2·mol-1               |
| Energía específica                             | Julio por kilogramo           | J/kg                 | J·kg-1                          | m²·s-2                        |
| Densidad de energía                            | Julio por metro cúbico        | J/m³                 | J·m-3                           | m-1·kg·s-2                    |
| Tensión superficial                            | Julio por metro cuadrado      | J/m²                 | N·m-1                           | kg·s-2                        |
| Irradiancia, densidad de flujo de calor        | Vatio por metro cuadrado      | W/m²                 | W·m-2                           | kg·s-3                        |
| Conductividad térmica                          | Vatio por metro kelvin        | W/m·K                | W·m-1·K-1                       | m·kg·s-3·K-1                  |
| Viscosidad cinemática, coeficiente de difusión | Metro cuadrado por segundo    | m²/s                 |                                 | m²·s-1                        |
| Viscosidad dinámica                            | Pascal segundo                | Pa·s                 | N·s·m-2                         | m-1·kg·s-1                    |
| Permeabilidad magnética                        | Henrio por metro              | H/m                  | H·m-1                           | m·kg·s-2·A-2                  |
| Intensidad de campo eléctrico                  | Voltio por metro              | V/m                  | V·m-1                           | m·kg·s-3·A-1                  |
| Intensidad de campo magnético                  | Amperio por metro             | A/m                  |                                 | A·m-1                         |
| Exposición (rayos X y gamma)                   | Culombio por kilogramo        | C/kg                 | C·kg-1                          | kg-1·s·A                      |
| Tasa de dosis absorbida                        | Gray por segundo              | Gy/s                 | Gy·s-1                          | m²·s-3                        |

- Datos: Q208469